# Rimavská Seč
Rimavská Seč es un municipio del distrito de Rimavská Sobota en la región de Banská Bystrica, Eslovaquia, con una población estimada a final del año 2024 de 2219 habitantes.
Se encuentra ubicado al este de la región, en la cuenca hidrográfica del río Sajó —un afluente derecho del río Tisza— y cerca de la frontera con la región de Košice y con Hungría.

## Demografía
| Año        | 1994 | 2004    | 2014    | 2024    |
| ---------- | ---- | ------- | ------- | ------- |
| Población  | 1700 | 1869    | 2039    | 2219    |
| Diferencia |      | +9,94 % | +9,09 % | +8,82 % |

| Año        | 2023 | 2024    |
| ---------- | ---- | ------- |
| Población  | 2221 | 2219    |
| Diferencia |      | −0,09 % |